# Charmoille (Haute-Saône)
Charmoille település Franciaországban, Haute-Saône megyében. Lakosainak száma 484 fő (2022. január 1.). Charmoille Bougnon, Grattery, Pusey és Pusy-et-Épenoux községekkel határos.

## Népesség
A település népességének változása:
| Lakosok száma | 470  | 478  | 493  | 484  | 487  | 489  | 493  | 495  | 484  |
|               | 2013 | 2015 | 2016 | 2017 | 2018 | 2019 | 2020 | 2021 | 2022 |